# Jesper Kyd
Jesper Kyd este un compozitor de muzică pentru jocuri video și filme. Cel mai des, Kyd creează muzică ambientală, uneori recurgând la ajutorul unei orchestre. Muzica sa se distinge prin îmbinarea armonioasă a sunetelor - o singură melodie poate conține elemente de muzică ambientală, simfonică și electronică.
Soundtrack-ul pentru jocul Hitman 2: Silent Assassin a fost înregistrat cu ajutorul a 110 muzicieni din Orchestra Simfonică din Budapesta.

## Jocuri
- 2014 - Heroes & Generals
- 2012 - Darksiders II
- 2011 - Assassin`s Creed:Revelations
- 2010 - Assassin's Creed: Brotherhood
- 2009 - Assassin's Creed II
- 2009 - Borderlands
- 2007 - Assassin's Creed
- 2007 - Unreal Tournament 3
- 2007 - Kane & Lynch: Dead Men
- 2006 - Hitman: Blood Money
- 2006 - Splinter Cell: Chaos Theory (cinematici)
- 2006 - Gears of War
- 2004 - Dance Dance Revolution ULTRAMIX 2
- 2004 - Hitman: Contracts
- 2003 - Freedom Fighters
- 2003 - Brute Force
- 2002 - Hitman 2: Silent Assassin
- 2002 - Minority Report: The Video Game
- 2001 - Shattered Galaxy
- 2001 - The Nations: Alien Nations 2
- 2000 - Hitman: Codename 47
- 2000 - Messiah
- 2000 - MDK2